# Tendre est la nuit (film)
Pour les articles homonymes, voir Tendre est la nuit (homonymie).
Pour plus de détails, voir Fiche technique et Distribution.
Tendre est la nuit (Tender Is the Night) est un film américain réalisé par Henry King, sorti en 1962, d'après le roman Tendre est la nuit de F. Scott Fitzgerald.

## Synopsis
Un psychiatre s'éprend d'une patiente millionnaire et l'épouse.

## Fiche technique
- Titre : Tendre est la nuit
- Titre original : Tender Is the Night
- Réalisation : Henry King
- Scénario : Ivan Moffat d'après le roman Tendre est la nuit de F. Scott Fitzgerald
- Production : Henry T. Weinstein et Peter Levathes producteur exécutif (non crédité)
- Société de production : 20th Century Fox
- Photographie : Leon Shamroy
- Montage : William Reynolds
- Musique : Bernard Herrmann
- Direction artistique : Malcolm Brown et Jack Martin Smith
- Décorateur de plateau : Paul S. Fox et Walter M. Scott
- Costumes : Pierre Balmain et Marjorie Best
- Pays de production : États-Unis
- Format : Couleur (DeLuxe) - Son : Mono (Westrex Recording System)
- Genre : Drame
- Durée : 142 minutes
- Date de sortie :
  - États-Unis : 19 janvier 1962 (New York)

## Distribution
- Jennifer Jones  (V.F : Monique Melinand) : Nicole Diver
- Jason Robards  (V.F : Jean-Claude Michel) : docteur Richard « Dick » Diver
- Joan Fontaine  (V.F : Lita Recio) : Baby Warren
- Tom Ewell : Abe North
- Cesare Danova  (V.F : William Sabatier) : Tommy Barban
- Jill St John (V.F : Joelle Janin) : Rosemary Hoyt
- Carole Mathews : Mme Hoyt
- Paul Lukas (V.F : Paul Ville) : docteur Dohmler
- Bea Benaderet (V.F : Lucienne Givry) : Mme McKisco
- Charles E. Fredericks  (V.F : Jacques Hilling) : M. Albert Charles McKisco
- Sanford Meisner (V.F : Michel Roux) : docteur Franz Gregorovious
- Mac McWhorter  (V.F : Jacques Deschamps) : Colis Clay
- Albert Carrier (en) : Louis
- Jean De Briac : docteur Faurore
- Michael Crisalli (V.F : Linette Lemercier) : Daniel
- Louis Mercier : Concierge